# Psaliodes choma
Psaliodes choma là một loài bướm đêm trong họ Geometridae.